# Ludwig Wolff
Ludwig Wolff (3 de abril de 1893 - 9 de noviembre de 1968) fue un general en la Wehrmacht de la Alemania Nazi durante la II Guerra Mundial que comandó el XXXIII Cuerpo de Ejército. Fue condecorado con la Cruz de Caballero de la Cruz de Hierro con hojas de roble.

## Condecoraciones
- Cruz de Hierro (1914) 2ª Clase (noviembre de 1914) & 1ª Clase (28 de junio de 1917)[1]
- Broche de la Cruz de Hierro (1939) 2ª Clase (13 de mayo de 1940) & 1ª Clase (18 de mayo de 1940)[1]
- Cruz Alemana en Oro el 8 de febrero de 1942 como Generalmajor en la 22 Infanterie-Division[2]
- Cruz de Caballero de la Cruz de Hierro con Hojas de Roble
  - Cruz de Caballero el 26 de mayo de 1940 como Oberst y comandante del Infanterie-Regiment 192[3]
  - Hojas de Roble el 22 de junio de 1942 como Generalmajor y comandante de la 22 Infanterie-Division (Luftlande) 55[4]